# Patamares
Patamares é um bairro de Salvador.
Está situado na região leste da capital baiana, entre o Oceano Atlântico e os bairros de  Pituaçu, Piatã e Paralela. É bastante conhecido pelos soteropolitanos devido a seus bares e sua vida noturna. Possui uma praia regularmente frequentada.
O bairro sofre atualmente com uma grande perda da sua mata atlântica, a partir do surgimento de vários condomínios de classe média e de luxo.
Apresenta atualmente um dos metros quadrados mais caros de Salvador. A avenida mais importante, é a Pinto de Aguiar, que liga a Orla à Avenida Paralela e faz a divisa de Patamares com Pituaçu, próximo a Paralela. O bairro pertence à Região Administrativa IX (Nove) - "Boca do Rio/Patamares".